# Belvosia obesula
Belvosia obesula är en tvåvingeart som först beskrevs av Wulp 1890.  Belvosia obesula ingår i släktet Belvosia och familjen parasitflugor. Inga underarter finns listade i Catalogue of Life.